# Ситроен XM
Citroën XM e автомобил от висок клас, произвеждан от френския автомобилен производител Ситроен, в периода от 1989 г. до 2000 г. През единадесетте години на производство са произведени 333 775 броя от модела (от които едва 31035 броя са модел комби (Break). Ситроен XM е избран за „Автомобил на годината“ в Европа през 1990 г. Флагманът на Ситроен е удостоен с още 14 национални и международни награди.

## История
XM-ът е представен на 23 май 1989, след 55 месеца работа по проект под името Y30. Решението за започване на този проект е взето с цел да се конструира модел, наследник на CX, чийто продажби започват да намаляват.
Футуристичният и екстравагантен дизайн на Bertone, който е донякъде сходен с прототипа на Марсело Гандини за друг модел на Ситроен – BX. През 1991 година XM е най-популярният, внасян в Германия, автомобил.
В модела има доста подобрения и нововъведения, най-вече по отношение на известни недостатъци, които се забелязват у предшественика му – СХ. Например CX се накланя доста в завои, затова първи в света на автомобилостроенето Ситроен разработват и внедряват в XM електронно хидроактивно окачване, регулиращо мекотата на возията – от твърда и спортна до изключително комфортна; каросерията на СХ няма галванично покритие, докато каросерията на ХМ е галванизирана с 12-годишна гаранция против корозия; ХМ се предлага и с 3-литров V-образен 6-цилиндров двигател с 12 клапана 123Kw и с 24 клапана, 154Kw, първият шестцилиндров двигател в Ситроен след оборудваният с двигател „Мазерати“ модел SM от 1970 г.

## Галерия
- Ситроен ХМ
- XM-кокпит (1989 – 1994)
- Ситроен ХМ (1989 – 1994)